# Kentucky Derby 1884
Kentucky Derby 1884 var den tionde upplagan av Kentucky Derby. Löpet reds den 16 maj 1884 över 1,5 miles. Löpet vanns av Buchanan som reds av Isaac Murphy och tränades av William Bird.
Förstapriset i löpet var 3 990 dollar. Nio hästar deltog i löpet.

## Resultat
| P | Häst          | Jockey              | Tränare      | Land | Tid     |
| - | ------------- | ------------------- | ------------ | ---- | ------- |
| 1 | Buchanan      | Isaac Murphy        | William Bird | USA  | 2:40.25 |
| 2 | Loftin        | Thomas Sayers       |              | USA  |         |
| 3 | Audrain       | C. Richard Fishburn |              | USA  |         |
| 4 | Bob Miles     | Jim McLaughlin      |              | USA  |         |
| 5 | Bob Cook      | E. Gorham           |              | USA  |         |
| 6 | Boreas        | O'Brien             |              | USA  |         |
| 7 | Admiral       | C. Taylor           |              | USA  |         |
| 8 | Exploit       | W. Conkling         |              | USA  |         |
| 9 | Powhattan III | Dow Williams        |              | USA  |         |